# お菓子な島のピーターパン 〜Sweet Never Land〜
『お菓子な島のピーターパン 〜Sweet Never Land〜』（おかしなしまのピーターパン）は、QuinRoseより2011年10月6日に発売されたPlayStation Portable用恋愛アドベンチャーゲーム。
2015年3月26日には追加要素を含んだ新装版が発売。

## 解説
ピーター・パンの世界を舞台に、主人公の恋とお菓子を巡る戦いを描いた恋愛アドベンチャーゲーム。
これまでの作品同様ストーリーに重きを置いており、命もろとも消されてしまうバッドエンドの存在などシリアスな要素もある。

## ストーリー
ネバーランドで開催されるお菓子コンテンストのためにウェンディは弟たちと一緒に連れ去られてしまう。
“本当に心からおいしいと思ったもの”1つだけを選べば元の世界へ返すというが、ウェンディはダイエット中。

## 登場人物
ウェンディ＝ダーリング（Wendy Darling）
声 - 無し
主人公。
ピーター＝パン（Peter Pan）
声 - 石田彰
自由を愛する謎の少年。ドロップが好き。
相手の気持ちによって大人にも子供にも見える。
ジョン＝ダーリング（John Darling）
声 - 遊佐浩二
ウェンディの義弟。
ある理由から甘いもの嫌いで、プリンが最も苦手。
マイケル＝ダーリング（Michael Darling）
声 - 立花慎之介
ウェンディの義弟。兄とは正反対の性格で、あまり真面目ではないが、上の者に取り入るのがうまい。ケーキが大好きで食べるだけでなく作るほうも好き。
ジェイムズ＝フック（James Hook）
声 - 置鮎龍太郎
海賊船の船長。ペットにジュエルというオウムがいる。
好きなお菓子はチョコレート。
シザー＝ガビアルウォッチ（Scissor Gavialwatch）
声 - 三木眞一郎
ネバーランド海軍指揮官。長髪と左目のモノクルが特徴。几帳面そうに見えるが、内には破壊衝動が秘められている。ペットに時計ワニがいる。
紅茶に合うという理由から、ビスケットを好む。
ティンク＝ベル（Tink Bell）
声 - 杉山紀彰
善悪の区別がつかず、残酷なことも平気で楽しむ妖精。好きなお菓子はアイスキャンディ。
ティンカー＝ベル（Tinker Bell）
声 - 下屋則子
ティンク＝ベルの妹で、ピーターが大好き。ウェンディをライバル視している。

## スタッフ
- シナリオ：五月攻＆柚佐くりる[3]。
- 原画：藤丸豆ノ介[3]

## 関連グッズ
CD
- 予約特典ドラマCD お菓子な島のピーターパン
- お菓子な島のピーターパン　Sweet Never Land ･ イメージCD（QuinRose）

小説
- お菓子な島のピーターパン 〜Do you like chocolate?〜（箸：橘もも、原作：QuinRose、講談社X文庫ホワイトハート）
- お菓子な島のピーターパン 〜My Special Cake〜（箸：橘もも、原作：QuinRose、講談社X文庫ホワイトハート）
- お菓子な島のピーターパン 〜Sweet Never Land〜（箸：橘もも、原作：QuinRose、講談社X文庫ホワイトハート）